# Nogent-sur-Aube
Nogent-sur-Aube é uma comuna francesa na região administrativa de Grande Leste, no departamento de Aube. Estende-se por uma área de 16,03 km². Em 2010 a comuna tinha 323 habitantes (densidade: 20,1 hab./km²).